# مردگان متحرک: دریل دیکسون
مردگان متحرک: دریل دیکسون (به انگلیسی: The Walking Dead: Daryl Dixon) مجموعهٔ تلویزیونی آمریکایی پسا-آخرالزمانی است که توسط دیوید زیبل برای ای‌ام‌سی ساخته شده و داستان دریل دیکسون، شخصیت مردگان متحرک را دنبال می‌کند. این مجموعه، پنجمین اسپین‌آف و ششمین مجموعهٔ تلویزیونی از فرنچایز مردگان متحرک می‌باشد که تداوم آن را با سری‌های دیگر به اشتراک می‌گذارد و پس از پایان مجموعهٔ تلویزیونی اصلی مردگان متحرک اتفاق می‌افتد.
نورمن ریدس در نقش دریل دیکسون از مجموعهٔ تلویزیونی اصلی، در کنار کلمانس پوئزی و آدام ناگایتیس نقش بازیگران اصلی را ایفا می‌کنند. ساخت این سریال از سپتامبر ۲۰۲۰ آغاز شد. در ابتدا قرار بود شخصیت کارول در سریال حضور داشته باشد، اما به دلیل مسائل تدارکاتی مربوط به ملیسا مک‌براید، از این سریال کنار گذاشته شد، بنابراین تمرکز سریال به دریل معطوف شد. با این حال، در ژوئن ۲۰۲۳ گزارش شد که مک‌براید در سریال به عنوان شخصیت کارول ایفای نقش می‌کند. عنوان سریال در اکتبر ۲۰۲۲ اعلام شد. فیلم‌برداری سریال در پاریس انجام شد.
مردگان متحرک: دریل دیکسون برای نخستین بار در ۱۰ سپتامبر سال ۲۰۲۳ نمایش داده شد و شامل شش قسمت است. در ژانویه ۲۰۲۳ سریال برای فصل دوم تمدید شد، که با عنوان مردگان متحرک: دریل دیکسون — کتاب کارول نامیده شد و اعلام شد که بازگشت ملیسا مک‌براید به عنوان یکی از شخصیت‌های اصلی را رقم می زند. پخش فصل دوم در ۲۹ سپتامبر ۲۰۲۴  آغاز شد. فصل سوم این سریال نیز در حال توسعه قرار دارد.

## داستان
دریل در پاریس (منشا ویروس زامبی) به ساحل می‌رسد و تلاش می‌کند تا چگونگی و دلیل رسیدن به آنجا را متوجه شود. این سریال سفر او را در یک فرانسه شکسته اما انعطاف پذیر دنبال می‌کند، زیرا او امیدوار است راهی برای بازگشت به خانه پیدا کند. با این حال، همانطور که او سفر می‌کند، اتفاقاتی در مسیر برای دریل به‌وجود می‌آید و برنامه او را پیچیده می‌کند.

## بازیگران
| بازیگر              | نقش           | توضیحات |
| بازیگران اصلی       | بازیگران اصلی | بازیگران اصلی |
| ------------------- | ------------- | --- |
| نورمن ریدس          | دریل دیکسون   | یک شکارچی ماهر و عضوگیر سابق الکساندریا که زمانی بخشی از گروه ریک گرایمز بود. پس از خروج از کشورهای مشترک المنافع، او اسیر می‌شود و قبل از رسیدن به سواحل فرانسه از اقیانوس اطلس عبور می‌کند. |
| کلمانس پوئزی        | ایزابل کریر   | یک راهبه سرسخت و عضو یک گروه مذهبی که با دریل همراه می‌شود. |
| لوئیس پوچ سیگلیوززی | لوران         | پسر جوان بسیار باهوشی که توسط یک گروه مذهبی به عنوان مسیح آینده که قرار است بشریت را به سوی تجدید حیات سوق دهد.                                                                             |
| لایکا بلان-فرانکار  | سیلوی         | یک راهبه با زبان نرم و دوست ایزابل |
| آن چریر             | ماریون جنت    | رهبر یک گروه شبه نظامی از بازماندگان در فرانسه |
| رومن لوی            | استفان کدرون  | یک چریک عالی رتبه که کینه شخصی نسبت به دریل دارد. |
| آدام ناگایتیس       | کوین          | مالک بریتانیایی یک کلوپ شبانه زیرزمینی در پاریس به نام «دمیموند» که در آخرالزمان به شخصیت قدرتمندی تبدیل شده است.                                                                           |
| ملیسا مک‌براید       | کارول پلتیه   | یک بازمانده سرسخت و عضو سابق گروه ریک گرایمز که شروع به جستجو برای یافتن دریل در آمریکا می‌کند.                                                                                              |
| جوئل دی لا فونته    | لوسانگ        | رهبر آمریکایی اتحادیه امید؛ یک شبکه مقاومت که از محل اصلی استقرارشان در مون سن-میشل علیه پووآر فعالیت می‌کرد.                                                                                |
| بازیگران مکمل       |               | |
| فرانسوا دلائو       | دکتر لافلور   | محقق اصلی پووآر که روی انواع واکر آزمایش می‌کند. |
| اریک ابوآنی         | فالو بوکار    | رهبر یک جامعه کوچک روی پشت بام در پاریس که بخشی از اتحادیه امید است. همچنین رهبر یک شبکه مقاومت است که علیه پووآر کار می‌کنند.                                                               |
| تریستان زنچی        | امیل          | عضو جوانی از جامعهٔ فالو که با سیلوی دوست می‌شود. |
| لوکریا ایلیاشنکو    | آنا والری     | خوانندهٔ روسی «دمیموند» و دوست دختر کوین |
| مانیش دایال         | اش پاتل       | یک خلبان هواپیما در آمریکا که در طول جستجوی کارول برای یافتن دریل با او دوست می‌شود. |
| نسیما بنچیکو        | جاسینتا       | فرماندهٔ دوم متعصب اتحادیه که به لوسانگ وفادار است. |
| تاتیانا گوسف        | سابین         | نفر دوم پووآر. |
| بازیگران مهمان      |               | |
| کاترین آردیتی       | ورونیک        | مادر مافوق در صومعه‌ای در جنوب فرانسه |
| فاوستین کوزیل       | لیلی کریر     | خواهر ایزابل |
| کیم ایژلان          | لو            | رهبر گروهی از کودکان که در یک پیش دبستانی متروک زندگی می‌کنند. |
| دومینیک پینان       | آنتوان        | عضوی از جامعه فالو که از دسته‌ای از کبوترهای پیام رسان مراقبت می‌کند. |
| پالوما              | کوکو          | یک سرگرم‌کننده در «دمیموند» |

## تولید

### توسعه
این سریال در سپتامبر ۲۰۲۰ توسط آنجلا کانگ و اسکات ام. گیمپل معرفی شد. ریدس و مک‌براید برای ایفای نقش‌های مربوطه خود از سریال تلویزیونی قرارداد امضا کردند.
در آوریل ۲۰۲۲، ملیسا مک‌براید به دلایل لجستیکی از سریال خارج شد، زیرا قرار بود سریال در اواسط سال ۲۰۲۲ در اروپا فیلم‌برداری شود و امکان حضور مک‌براید در این مجموعه وجود نداشت. چند روز بعد، کانگ به عنوان شورانر سریال استعفا داد و دیوید زیبل جایگزین او شد. در ماه اکتبر، عنوان «دریل دیکسون» به سریال داده شد. در ژانویهٔ ۲۰۲۳، اعلام شد که سریال «مردگان متحرک: دریل دیکسون» نام دارد و بعداً در سال ۲۰۲۳ نمایش داده می‌شود.
در ژوئیهٔ ۲۰۲۳، پیش از انتشار فصل اول، اعلام شد که سریال برای فصل دوم تمدید شده‌است. گفته شد که فصل دوم، بل عنوان فرعی «کتاب کارول» را ساخته شده‌است. در ژوئیهٔ ۲۰۲۴، این سریال برای فصل سوم تمدید شد. برخلاف دو فصل اول، این سریال در اسپانیا تولید و فیلم‌برداری خواهد شد که شامل ال اسپینار، سپولودا، کارنوتا، مادرید، بلچیته و گرانادا می‌شود.

### نویسندگی
در سپتامبر ۲۰۲۰، آنجلا کانگ بعد از اینکه سه فصل آخر سریال مردگان متحرک را کارگردانی کرد، به‌عنوان شورانر پروژه استخدام شد.
در آوریل ۲۰۲۰، کانگ به دلیل قراردادهای دیگر، کناره‌گیری کرد و زیبل جایگزین کانگ شد. پس از اینکه ملیسا مک‌براید از سریال جدا شد، فیلم‌نامه‌هایی که نوشته شده بود، تغییر کرد و دوباره روی آنها کار شد. در سپتامبر ۲۰۲۲، ریدس در مصاحبه‌ای با اینترتینمنت ویکلی توضیح داد که این سریال در جهت مخالف سری اصلی قرار می‌گیرد، زیرا «داستان کاملاً متفاوت از آنچه قبلاً با دریل دیده‌ایم» است. ماه بعد، نورمن ریدس گفت که چهره‌های آشنا از سری اصلی در اسپین‌آف حضور خواهند داشت.

### انتخاب بازیگران
در نوامبر ۲۰۲۲، کلمانس پوئزی و آدام ناگایتیس به بازیگران اصلی اضافه شدند. در فوریهٔ ۲۰۲۳، آن چریر، اریک بانوی، لایکا بلان فرانکارد، رومن لوی و لوئیس پوچ سیگلیوززی به‌عنوان بازیگران جدید معرفی شدند. جفری دین مورگان در ژوئن ۲۰۲۳ در توییتی اشاره کرد که ملیسا مک‌براید برای ایفای نقش کارول در برخی صحنه‌ها بازخواهد گشت. در اکتبر ۲۰۲۳، در نیویورک کامیک کان، حضور مک‌براید برای فصل دوم و همچنین بازیگر مهمان در پایان فصل اول تایید شد.
در نوامبر ۲۰۲۳، مانیش دایال اعلام کرد که برای فصل دوم در نقشی مکمل به بازیگران پیوسته است.
در سپتامبر ۲۰۲۴، ادواردو نوریگا، اسکار جانادا و الکساندرا ماسانگ‌کای به‌عنوان بازیگران اصلیِ سریال، برای فصل سوم به بازیگران پیوستند و Candela Saitta و Hugo Arbues در نقش‌های مکمل انتخاب شدند. در ماه اکتبر اعلام شد که استیون مرچنت به گروه بازیگران پیوسته است.

### فیلم‌برداری
تصویربرداری اصلی در ۲۴ اکتبر ۲۰۲۲ در پاریس، فرانسه آغاز شد. فیلم‌برداری فصل دوم در طول اعتصابات ۲۰۲۳ سگ-افترا در سال ۲۰۲۳ به دلیل توافق بین ای‌ام‌سی و سگ-افترا برای از سرگیری تولید ادامه یافت. فیلم‌برداری فصل دوم در ۲۱ دسامبر ۲۰۲۳ به پایان رسید. فیلم‌برداری فصل سوم در اوت ۲۰۲۴ در مادرید، اسپانیا آغاز شد و در ۱۳ فوریهٔ ۲۰۲۵ به پایان رسید، که قسمت ۴ این فصل را پاکو کابساس کارگردانی کرد و فیلم‌برداری آن را پائو استیوا بیربا انجام داد.

## قسمت‌ها
| فصل | قسمت‌ها | قسمت‌ها | تاریخ اصلی روی آنتن رفتن | تاریخ اصلی روی آنتن رفتن |
| فصل | قسمت‌ها | قسمت‌ها | اولین بار                | آخرین بار                |
| --- | ------ | ------ | ------------------------ | ------------------------ |
| ۱   | ۶      | ۶      | ۱۰ سپتامبر ۲۰۲۳          | ۱۵ اکتبر ۲۰۲۳            |
| ۲   | ۶      | ۶      | ۲۹ سپتامبر ۲۰۲۴          | ۳ نوامبر ۲۰۲۴            |
| ۳   | ۶      | ۶      | ۲۰۲۵                     | ۲۰۲۵                     |

### فصل ۱ (۲۰۲۳)
| شم. | عنوان                         | کارگردان      | نویسنده                  | تاریخ انتشار اصلی | U.S. تعداد بیننده (میلیون) |
| --- | ----------------------------- | ------------- | ------------------------ | ----------------- | -------------------------- |
| ۱   | «روح گمشده»                   | دانیل پرسیوال | دیوید زیبل               | ۱۰ سپتامبر ۲۰۲۳   | ۰٫۶۳۱                      |
| ۲   | «لارک»                        | دانیل پرسیوال | جیسون ریچمن و دیوید زیبل | ۱۷ سپتامبر ۲۰۲۳   | ۰٫۵۶۴                      |
| ۳   | «پاریس همیشه پاریس خواهد بود» | تیم ساوتام    | کالین آبرت               | ۲۴ سپتامبر ۲۰۲۳   | ۰٫۶۴۹                      |
| ۴   | «بانوی آهنین»                 | تیم ساوتام    | شانون گاس                | ۱ اکتبر ۲۰۲۳      | ۰٫۷۱۹                      |
| ۵   | «دو عشق»                      | دانیل پرسیوال | جیسون ریچمن و دیوید زیبل | ۸ اکتبر ۲۰۲۳      | ۰٫۶۲۸                      |
| ۶   | «آمدن به خانه»                | دانیل پرسیوال | جیسون ریچمن و لورا اسنو  | ۱۵ اکتبر ۲۰۲۳     | ۰٫۶۸۸                      |

### فصل ۲: کتاب کارول (۲۰۲۴)
| شم. کلی | شم. در فصل | عنوان             | کارگردان    | نویسنده                                                           | تاریخ انتشار اصلی | U.S. تعداد بیننده (میلیون) |
| ------- | ---------- | ----------------- | ----------- | ----------------------------------------------------------------- | ----------------- | -------------------------- |
| ۷       | ۱          | «مهربانی غریبه‌ها» | گرگ نیکوترو | شانون گاس                                                         | ۲۹ سپتامبر ۲۰۲۴   | ن/م                        |
| ۸       | ۲          | «مولن روژ»        | اعلان‌نشده   | کیت استاسکیویچ                                                    | ۶ اکتبر ۲۰۲۴      | ن/م                        |
| ۹       | ۳          | «نامرئی»          | اعلان‌نشده   | لیزا زورلینگ                                                      | ۱۳ اکتبر ۲۰۲۴     | ن/م                        |
| ۱۰      | ۴          | «بهشت برای شما»   | اعلان‌نشده   | جیسون ریچمن و دیوید زیبل                                          | ۲۰ اکتبر ۲۰۲۴     | ن/م                        |
| ۱۱      | ۵          | «خواستن قدرت است» | اعلان‌نشده   | جیسون ریچمن و دیوید زیبل                                          | ۲۷ اکتبر ۲۰۲۴     | ن/م                        |
| ۱۲      | ۶          | «خداحافظ کودکان»  | اعلان‌نشده   | داستان : لورا اسنو نمایشنامۀ تلویزیونی : جیسون ریچمن و دیوید زیبل | ۳ نوامبر ۲۰۲۴     | ن/م                        |

## انتشار
این سریال برای نخستین بار در ۱۰ سپتامبر ۲۰۲۳ از ای‌ام‌سی و ای‌ام‌سی پلاس منتشر شد. فصل اول در ۱۳ فوریهٔ ۲۰۲۴ بر روی بلوری و دی‌وی‌دی منتشر شد. فصل دوم با عنوان فرعی «کتاب کارول» در ۲۹ سپتامبر ۲۰۲۴ پخش شد. فصل سوم قرار است در تاریخ ۷ سپتامبر ۲۰۲۵ پخش شود.

## بازخورد
مردگان متحرک: دریل دیکسون تحسین منتقدان را دریافت کرده‌است، و بسیاری آن را بهترین محتوای این فرنچایز در سال‌های اخیر می‌دانند، اگرچه برخی شباهت‌های آن را با سریال تلویزیونی آخرین بازمانده از ما ذکر کرده‌اند. در راتن تومیتوز، بر اساس ۳۷ بررسی با میانگین امتیاز ۷٫۲/۱۰، این سریال ۸۱٪ تأیید شده‌است. اجماع منتقدان این وبسایت این چنین است: «با تمرکز بر شخصیت مورد علاقهٔ طرفداران نورمن ریدس در یک محیط تازه، دریل دیکسون می‌تواند یک شات لرزان در سراسر کمان پولادی باشد، اما همچنان به وفاداران مردگان متحرک چیزهای بیشتری برای جویدن می‌دهد.» متاکریتیک براساس میانگین وزنی، امتیاز ۷۰ از ۱۰۰ را بر اساس ۱۴ منتقد به آن اختصاص داده‌است که نشان دهنده «بررسی‌های عموماً مطلوب» است.